# Inconsciente (cortometraje)

Inconsciente es un cortometraje Chileno dirigido en 2006 por Martín Pizarro sobre la base de un guion escrito por él mismo. Está protagonizado por Osvaldo Artaza Varela, quien interpreta el papel principal de un drogadicto. 
Se exhibió por primera vez en el Encuentro de Video de Manuel de Salas en agosto de 2006, también fue galardonado en el festival de cortometrajes de la Universidad Alberto Hurtado en Santiago, nominado en el festival de cortometrajes de IMLP y en el 11.º Festival Internacional de Cortometrajes Online (Mejor Película, Mejor Actor en un rol principal, Mejor Dirección y Mejor Edición) en el 2007.
- Datos: Q5915023